# 物派 (日本畫)
物派（もの派）是日本當代藝術的一個主要流派，始於1960年代末，一直持續到1970年代中期。

## 風格
藝術家使用石頭、木材、紙張、棉花、鐵板和石蠟等物體單獨或組合創作作品。反抗迄今為止日本前衛藝術主流的反藝術傾向，旨在透過將藝術還原為物體來重新創造藝術。命名「物派」的人身份不明，開始於1968年，當時關根伸夫發表了《相位-大地》，李禹煥從新的角度對其進行了評價並進行了理論化。關根的後輩吉田勝郎、成田克彥、小清水進、菅木志雄（多摩美術大學齊藤義重的學生）以及榎倉浩二、高山登、原口典之參加了這個藝術組織。並展示了他們的作品。
1970年2月號的《美術手帖》以「發言的新人們」為專題，參加了「李＋多摩美系」討論會。這可以說是事實上的「物派宣言」。但他們並沒有舉辦任何獨立的展覽，從1970年夏天左右開始，他們開始發展個人風格。